# Han Tianyu
Han Tianyu (n. 3 iunie 1996, Fushun, Republica Populară Chineză) este un sportiv ce a reprezentat Republica Populară Chineză, medaliat olimpic. A participat la o ediție a Jocurilor Olimpice (2014) în care a câștigat o medalie de argint și o medalie de bronz.